# 楊於陵
楊 於陵（よう おりょう、753年 - 830年）は、唐代の官僚。字は達夫。本貫は虢州閿郷県。

## 経歴
天宝末年、河朔に寄寓した。6歳のとき、安禄山の乱のために父の楊太清が反乱軍に殺された。成長すると、江南の旅客となった。学問を好み、雄志を抱いていた。弱冠にして進士に及第し、句容県主簿を初任とした。建中2年（781年）、韓滉が潤州刺史・鎮海軍節度使となると、於陵はかれに見込まれて、その娘を妻に迎えた。任期を満了すると、鄂岳観察使・江西観察使の幕下で従事をつとめ、侍御史に累進した。
韓滉が江南から入朝して宰相となると、於陵は江西から退任して、建昌に家を建てて、読書山水を楽しむ生活を送った。貞元8年（792年）、初めて入朝し、膳部員外郎となった。考功員外郎・吏部員外郎を歴任し、判南曹をつとめた。右司郎中に任じられ、吏部郎中に転じ、京兆少尹となった。絳州刺史として出されることとなったが、赴任しないうちに徳宗に留められ、中書舎人に任じられた。ときに京兆尹の李実が徳宗の信任をたのんで幅を利かせていたが、於陵は給事中の許孟容とともに李実に近づこうとしなかった。於陵は秘書少監となった。貞元21年（805年）、李実らが失脚すると、於陵は華州刺史となり、潼関防禦・鎮国軍使をつとめた。永貞元年（同年）、越州刺史・浙江東道都団練観察等使に転じた。善政の風聞があり、入朝して戸部侍郎に任じられ、京兆尹に転じた。再び戸部侍郎となった。
元和3年（808年）、科挙試験の問題について、於陵は牛僧孺らに直言して強く諫めたため、その怒りを買い、広州刺史・嶺南節度使として出された。広州では監軍使の許遂振が凶暴で収奪をほしいままにしており、軍政に干渉して擾乱していた。於陵がこれを抑制したので、許遂振はどうにもできなくなって、根拠のない噂を上聞した。憲宗が宰相の裴垍に審理させると、於陵の無実は明らかになった。
元和5年（810年）、於陵は入朝して吏部侍郎となった。於陵は吏部にあって、汚職官吏を監察し、公平な任用をおこなったことで当時に知られた。吏部の試験において、考判官3人の能力を調べて罷免した。元和7年（812年）、吏部尚書の鄭余慶が病のため、考判官3人を再び置くよう請願した。於陵は洛陽から長安に入り、考判官を置くのは不便であると言上した。
元和9年（814年）、宗教家の楊叔高が広州から上京して、於陵の補佐役になりたいと自分を売り込んできた。於陵は上奏して楊叔高を殺した。兵部侍郎・判度支に転じた。淮西の呉元済が反乱を起こし、唐の官軍がその討伐にあたると、於陵は唐鄧供軍使となった。鄧州で軍に与える糧食が不足すると、節度使の高霞寓が度支に文書で通知したが、於陵が補給の量を変えなかったため、糧食の不足は放置された。高霞寓の軍がたびたび敗北したため、憲宗はこれを叱責した。高霞寓は度支の糧食輸送が滞っている事情を上奏した。
元和11年（816年）、於陵は憲宗の怒りを買って、郴州刺史に左遷され、原王傅に移された。再び戸部侍郎となり、知吏部選補をつとめた。元和14年（819年）、淄青節度使の李師道が殺害されると、所管の12州が分割されて3節度使が置かれた。於陵は御史大夫を兼ね、淄青十二州宣撫使をつとめた。
元和15年（820年）、穆宗が即位すると、於陵は戸部尚書に転じた。長慶2年（822年）、太常寺卿となり、東都留守をつとめた。宝暦2年（826年）、検校尚書右僕射に任じられ、太子太傅を兼ねた。大和元年（827年）、尚書左僕射として致仕した。大和4年（830年）10月、死去した。享年は78。司空の位を追贈された。諡は貞孝といった。

## 家族
後漢の太尉楊震の五男の楊奉の末裔とされる。
- 玄祖父：楊孝儼（楊寛の子の楊紀の子）
- 高祖父：楊弘毅（洺州長史）
- 曾祖父：楊珪（辰州司戸参軍）
- 祖父：楊冠俗（奉先県尉）
- 父：楊太清（単父県尉）
- 妻：韓氏（韓滉の娘）[1][2]
- 長男：楊景復（同州刺史）
- 次男：楊嗣復
- 三男：楊紹復（中書舎人）
- 四男：楊師復（大理寺卿）[6][7]

## 伝記資料
- 『旧唐書』巻164 列伝第114
- 『新唐書』巻163 列伝第88